# Hartmut Ortmann
Hartmut Ortmann (* 1. November 1965 in Bremerhaven) ist ein ehemaliger deutscher Basketballspieler. Der 2,08 Meter große Innenspieler absolvierte ein A-Länderspiel für Deutschland und spielte in der Basketball-Bundesliga für Bamberg, Trier und die BG Bramsche/Osnabrück sowie in der ersten griechischen Liga.

## Karriere
Ortmann ging 1984 von Bremerhaven in die USA, wo er ein Jahr an der Wake Forest University spielte und 1985 dann an die University of California wechselte. Aufgrund der Transferbestimmungen der NCAA musste er in der Saison 1985/86 aussetzen, spielte stattdessen in Bremerhaven und wurde mit dem OSC Meister der 2. Basketball-Bundesliga. Anschließend spielte er bis 1989 für die „Golden Bears“ der University of California.
Nach seiner Rückkehr nach Deutschland spielte er für den Bundesligisten Bamberg, dann bei der BG Bramsche/Osnabrück, es folgten bis 1997 drei Jahre in Trier, ebenfalls in der höchsten deutschen Spielklasse. Zwischen 1997 und 1999 spielte Ortmann jeweils ein Jahr für die griechischen Vereine Aris Saloniki und Near East B.C. Im Anschluss an die Saison 1999/2000, die er abermals in Trier verbrachte, beendete er seine Profilaufbahn.

### Nationalmannschaft
Im November 1985 bestritt er gegen England sein erstes und einziges A-Länderspiel für Deutschland.